# Споменик браниоцима совјетског Арктика
Споменик Браниоцима совјетског Арктика током Великог отаџбинског рата (рус. Защитникам Советского Заполярья в годы Великои Отечественнои воины), од миља познат и под именом Аљоша (рус. Алеша; Аљоша је деминутив из тепања имену Алексеј), је споменик у Мурманску посвећен совјетским војницима, морнарима и пилотима Великог отаџбинског рата.

## Опис
Статуа приказује војника у шињелу који придржава пушку пребачену преко рамена. Висина постоља је 7 метара, а статуе 35,5 метара. То је друга највиша статуа у Русији, након Мајке отаџбине у Волгограду. Тежина статуе, шупље изнутра, је преко 5.000 тона. Глава војника окренута у смеру запада, према Долини славе, где су се одвиле најжешће борбе Арктичког похода током којег су немачки окупатори одбијени од Мурманска на реци Западнаја Лица у јулу 1941. године.
Испред споменика је платформа од природног црног камена на којем је вечни пламен. Мало више и ближе статуу је нагнута троугласта пирамида. Према дизајнерима, ова пирамида представља заставу на пола копља као знак жалости за палим борцима. Поред статуе је стела од полираног гранита са овим натписом :
Браниоци Арктика – Борци 14. армије, 19. армије, Северне Флоте Црвена застава, 7. ваздушне армије, 82. и 100. гранична трупа и партизанске групе „Совјетски Маври“, „Бољшевички Арктик“, „Поларци“, „стаљиновци“ и „бољшевисти“. Одајемо пошту њиховој одбрани ове земље!
На једној страни покрај статуе су два противавионска топа (противавионски топови су током рата служили за противваздушну одбрану Мурманска). У подножју споменика уграђене су две капсуле, једна са морском водом са акваторијума где је брод Туман потонуо током борбе са три немачка разарача, те једна са земљом из Долине славе и са фронта на обали реке Верман.
Велико централно степениште води до подијума којег користе говорници током церемонија код споменика. Последњи објекат изграђен у комплексу јесте зид са плочама из 2004. које комеморишу градове хероје.

## Историја
Темељи за иградњу споменика су ударени 17. октобра 1969, а изградња је почела у мају 1974. године. Аутори споменика су архитекта И. А. Покровски и вајар Изак Бродски.
Споменик је откривен на 30. годишњицу пораза немачких снага на подручју Арктика - 19. октобра 1974. године. На церемонији отварања, колона се кретала према локацији, са два оклопна транспортера на челу и колима у позадини која су превозила остатке незнаног јунака и две капсуле, једну с водом и другу са земљом. Усидрена у заливу Кола крстарица Мурманск испалила је 30 плотуна у част празника и отварања споменика.
Дана 9. маја 1975, незнани јунак је поново сахрањен на свечаној церемонији код вечног пламена у подножју споменика.
Октобра 2004, на 60. годишњицу победе совјетских снага у Арктику, спомен-плоча и капсула која садржи земљу из других градова-хероја уграђен је у зид са списком градова-хероја.